# Mississippi Fred McDowell
Fred McDowell (12 de janeiro de 1906 - 3 de julho de 1972) conhecido pelo seu nome artístico; Mississippi Fred McDowell, foi um cantor e guitarrista norte-americano de Hill country blues.

## Carreira
McDowell nasceu em Rossville, Tennessee. Seus pais, que eram agricultores, morreram quando era jovem. Começou a tocar guitarra aos 14 anos de idade e tocava em bailes ao redor da cidade de Rossville. Querendo uma mudança de campo, ele se mudou para Memphis em 1926, onde começou a trabalhar na fábrica de ração Buck-Eye onde processava algodão em óleo e outros produtos. Ele também teve uma série de outros trabalhos e tocava música por trocados. Mais tarde, em 1928, mudou-se para o sul em Mississippi para pegar algodão. Estabeleceu-se em Como, Mississippi, cerca de 40 quilômetros ao sul de Memphis, em 1940 ou 1941, e trabalhou firmemente como fazendeiro, continuando a tocar música em bailes e piqueniques. Inicialmente, ele tocou slide guitar usando um canivete e, em seguida, um slide feito a partir de um osso de carne de costela, depois de mudar para uma lâmina de vidro para o seu som mais claro. Ele tocou com a lâmina em seu dedo anelar.
Embora comumente confundido com cantores de Delta blues, McDowell realmente pode ser considerado o primeiro dos bluesmen da região 'Norte do Mississippi' - paralelo, mas um pouco a leste da região do Delta - a alcançar amplo reconhecimento por seu trabalho. Uma versão da forma musical a assinatura de estado um pouco mais próximas em termos de estrutura de suas raízes africanas (muitas vezes combatendo a mudança de acordes para o efeito hipnótico de zumbido, um acorde único explorado), o estilo hill country blues (ou pelo menos a sua estética) pode ser ouvido tendo sido realizado na música de figuras como Junior Kimbrough e R. L. Burnside, enquanto servia como o ímpeto original por trás da criação da gravadora Fat Possum de Oxford, no Mississippi.